# Vibeke Mortensen
Vibeke Mortensen (* 30. April 1955) ist eine ehemalige dänische Fußballspielerin.

## Karriere

### Vereine
Mortensen spielte im Seniorinnenbereich zunächst und bis zum Jahresende 1977 für den in Kolding in der gleichnamigen Kommune in der Region Syddanmark ansässigen Kolding BK in der unter den Namen Elite Division seinerzeit höchsten Spielklasse Fußball. Ab Januar 1978 gehörte sie der Frauenfußballmannschaft des Boldklubben 1909 in Odense auf der Insel Fünen an.

### Nationalmannschaft
Mortensen bestritt als Nationalspielerin für die DBU in sechs Jahren 26 Länderspiele. Sie nahm ab 1975 an sechs aufeinander folgenden Jahren am Turnier um die Nordische Meisterschaft teil, von denen sie mit ihrer Mannschaft die ersten beiden gewann.
Sie debütierte am 26. Juli 1975 in Vejen im ersten Spiel des Turniers beim 9:0-Sieg über die Nationalmannschaft Finnlands und wurde auch tags darauf an selber Spielstätte beim 3:0-Sieg über die Nationalmannschaft Schwedens berücksichtigt. Die Wiederholung des Turniersieges im Juli 1976 gelang mit zwei 1:0-Siegen über die Nationalmannschaften Schwedens und Finnlands. Am 2. Oktober 1976 wurde sie auch im Freundschaftsspiel, ihr erstes von insgesamt sieben, beim 1:1-Unentschieden gegen die Nationalmannschaften Schwedens in Roskilde eingesetzt. In den Spieljahren 1977 und 1978 wurde sie in zwei bzw. drei Turnierspielen und jeweils einem anschließenden Freundschaftsspiel eingesetzt. Im Spieljahr 1979 bestritt sie mit neun Länderspielen die meisten, darunter beginnend und abschließend jeweils ein Freundschaftsspiel, drei Turnierspiele, in denen ihr zwei Tore gelangen (4:0 vs. Finnland, 4:2 vs. Norwegen am 6. und 8. Juli 1979 in Setskog und in Oslo) sowie vier Spiele bei der Teilnahme ihrer Mannschaft an der in Italien ausgetragenen inoffiziellen Europameisterschaft vom 18. bis 28. Juli 1979. Die Begegnungen mit den Nationalmannschaften Frankreichs, Schottlands, Schwedens und Italiens wurden mit 3:1, 2:0, 1:0, 2:0 allesamt gewonnen und somit auch das Turnier. Ihre Länderspielkarriere endete im Spieljahr 1980 mit fünf weiteren Länderspielen; sie wurde ein letztes Mal in drei Turnierspielen um die Nordische Meisterschaft berücksichtigt und kam davor und danach am 10. Mai und am 18. Oktober im Kräftemessen mit der Nationalmannschaft Frankreichs in Forbach und Køge zum Einsatz, das beide Male mit 2:0 und 4:1 erfolgreich beendet werden konnte.

## Erfolge
Nationalmannschaft
- Nordischer Meister 1975, 1976
- Turniersieger Inoffizielle Europameisterschaft 1979